# Малороссийский 10-й гренадерский полк
 10-й гренадерский Малороссийский генерал-фельдмаршала графа Румянцева-Задунайского полк — пехотная воинская часть Русской императорской армии.
- Старшинство — 30 марта 1756 года.
- Полковой праздник — 15 августа.

## Места дислокации
- 1820 — Одоев Тульской губернии[1]. Второй батальон полка на поселении в Новгородской губернии.
- Позже — Владимир.

До введения в 1874 году всеобщей воинской повинности пополнялся рекрутами из Киевской, Черниговской и Новгород-Северской губерний.

## История
- 30 марта 1756 — Сформирован из гренадерских рот Ростовского, Пермского, Ингерманландского, Астраханского, 1-го Московского, Тобольского, Великолуцкого, Кабардинского, Копорского и Владимирского пехотных полков как 4-й гренадерский полк двухбатальонного состава.
- 13 марта 1762 — после восшествия на престол императора Петра III полк разделен на 4-й, 5-й и 6-й отдельные Гренадерские батальоны, каждый из 6-ти рот.
- 05 июля 1762 — Полк восстановлен.
- 14 января 1785 — Наименован Фанагорийским гренадерским полком.
- 11 сентября 1789 — Участвовал в сражении при Рымнике.
- 25 мая 1790 — Малороссийский гренадерский полк.
- 1796 — Определён в Украинскую инспекцию.
- 31 октября 1798 — При общем переименовании армейских полков по шефам, наименован Гренадерским генерал-майора Радта полком.
- 12 ноября 1800 — Назван Гренадерским генерал-майора Берга полком.
- 31 марта 1801 — Наименован по прежнему Малороссийским гренадерским полком.
- 1806 — Определён в 11-ю дивизию.
- Март 1811 — 11-я дивизия расформирована, полк включен в состав новой 2-й дивизии (с ноября 1811 стала 2-й гренадерской).
- В 1812 был в составе были 2-й гренадерской дивизии 8-го пехотного корпуса.
- 2-6 ноября 1812 — Участвовал в сражениях при Красном, Смоленске, Добром, Уварове, Кутькове, Ржавке, Никулине, Мерлине, Корытне, Еськове, Барашках и Лосмине.
- 3 апреля 1814 — Определён в 3-ю гренадерскую дивизию.
- 17 августа 1826 — Гренадерский генерал-фельдмаршала графа Румянцева-Задунайского полком.
- 28 января 1833 — Присоединена половина 5-го карабинерного полка.
- 19 марта 1857 — Малороссийский гренадерский генерал-фельдмаршала графа Румянцева-Задунайского полк.
- 25 марта 1864 — 10-й гренадерский Малороссийский генерал-фельдмаршала графа Румянцева-Забалканского полк.
- 28 ноября 1877 — участвовал во взятии Плевны.

Рано утром 10 декабря 1877 года на шестом участке осаждавших неожиданно атаковали турки во главе с Османом-пашой. Русские сторожевые посты отступили. Высоко в небо взвилась сигнальная ракета, и на всем протяжении русских тыловых позиций забили тревогу барабаны. Через полчаса турки появились перед русскими траншеями. С возгласами «аллах» они бросились в атаку. Их встретили гренадеры Сибирского полка. Завязалась жестокая рукопашная схватка. Ни один русский солдат не отступил. Овладев траншеями первой линии, турки кинулись к батарее 3-й гренадерской артиллерийской бригады. Артиллерист Карабанов банником своего орудия повалил наземь несколько турецких аскеров и вырвался невредимым. Гвардия Османа-паши достигла второй линии русских окопов. Но здесь она наткнулась на прибывшие на помощь сибирякам подкрепления — на Малороссийский гренадерский полк, который с хода бросился в стремительную штыковую атаку (Генов Ц. Русско-турецкая война 1877—1878 гг. и подвиг освободителей).
В этой битве полк потерял убитыми — 3 офицера и 140 нижних чинов, ранеными — 15 офицеров и 403 нижних чина.
- Полк - активный участник Первой мировой войны. В частности, отличился в ходе Таневского сражения 18 - 25 июня 1915 г.[3][4][5][6][7]

Полк расформирован 21 марта 1918 приказом №69 Московского областного комиссариата по военным делам.

## Шефы
- 20.10.1786 — xx.xx.1790 — генерал-аншеф Александр Васильевич Суворов (с 06.10.1789 граф Суворов-Рымникский)
- до 1792 — 08.12.1796 — генерал-фельдмаршал граф Румянцев-Задунайский
- 10.01.1797 — 22.01.1797 — генерал-майор Красномилашевич, Василий Иванович
- 22.01.1797 — 08.04.1798 — генерал-майор (с 17.02.1800 генерал-лейтенант) Радт, Семён Лукич
- 19.11.1800 — 16.07.1801 — генерал-майор Берг, Григорий Максимович
- 16.07.1801 — 08.01.1807 — генерал от инфантерии принц Баденский (мл.) Карлейб-Людвиг-Фридрих
- 08.01.1807 — 19.09.1807 — генерал-майор Герард, Логгин Иванович
- 09.11.1807 — 19.09.1810 — полковник фон Бриммер, Адольф Астафьевич
- 19.10.1810 — 28.09.1813 — полковник (с 15.09.1813 генерал-майор) Гессе, Владимир Антонович
- 28.09.1813 — 01.09.1814 — генерал-майор Посников, Фёдор Николаевич

## Командиры
- xx.xx.1757 — xx.xx.1758 — полковник Бекетов, Никита Афанасьевич
- хх.хх.хххх — хх.хх.1762 — полковник Замятин (Замятнин), Егор Матвеевич
- хх.хх.1762 — 18.05.1766 — полковник (с 24.11.1764 бригадир) князь Прозоровский, Александр Александрович
- 22.05.1766 — 23.12.1769 — полковник князь Козловский, Яков Алексеевич
- 01.01.1770 — 28.06.1777 — полковник (с 22.09.1775 бригадир) Талызин, Пётр Фёдорович
- хх.хх.1777 — 22.09.1778 — бригадир Левашов, Александр Иванович
- 22.09.1778 — 22.09.1786 — полковник (с 21.04.1785 бригадир) фон Редер, Иван Иванович
- 21.04.1787 — хх.хх.1789 — полковник Ушаков, Михаил Петрович
- 21.04.1787 — хх.хх.1790 — полковник Сытин, Пётр
- xx.xx.1790 — 23.02.1796 — полковник (с 01.01.1795 бригадир) граф Разумовский, Иван Кириллович
- хх.хх.1796 — хх.хх.1797 — полковник Транзе, Карл
- 04.08.1797 — 08.10.1797 — полковник барон Розен, Иван Карлович
- 12.08.1798 — 17.11.1798 — полковник Титов, Василий Петрович
- 26.12.1798 — 07.12.1799 — полковник Туманский, Григорий Васильевич
- 19.05.1800 — 16.07.1801 — подполковник (с 17.09.1800 полковник) Денисьев, Степан Васильевич
- 16.07.1801 — 11.10.1806 — генерал-майор Берг, Григорий Максимович
- 11.10.1806 — 08.01.1807 — генерал-майор Герард, Логгин Иванович
- 20.08.1807 — 24.04.1809 — майор (с 12.12.1807 подполковник) Криштафович, Егор Константинович
- 19.11.1809 — 28.08.1812 — подполковник Ахте, Егор Андреевич
- 14.01.1813 — 15.01.1814 — подполковник Палагейка, Антон Лаврович
- 15.01.1814 — 29.01.1819 — полковник Кашинцов, Александр Иванович
- 29.01.1819 — 19.02.1820 — полковник Болговский, Дмитрий Николаевич
- 23.02.1820 — 25.07.1820 — полковник Линден, Александр Егорович
- 12.09.1820 — 05.04.1828 — подполковник (с 18.10.1821 полковник) Клеммер, Леонтий Иванович
- 05.04.1828 — 25.08.1831[9] — полковник Померанский, Наркисс
- 21.09.1831 — 13.12.1840 — подполковник (с 09.01.1832 полковник, с 30.08.1839 генерал-майор) Воронец, Яков Владимирович
- 13.12.1840 — 21.04.1849 — полковник (с 06.12.1848 генерал-майор) Толмачёв, Пётр Сидорович
- 21.04.1849 — 26.08.1856 — полковник Брежнев, Осип Иванович
- 08.09.1856 — 12.01.1857 — полковник Викман, Константин Товитович
- 12.01.1857 — 30.08.1862 — полковник Риман, Карл Фёдорович
- 08.09.1862 — 18.03.1863 — полковник Гечевич, Станислав Викентьевич
- 18.03.1863 — 01.10.1868 — полковник Данилов, Михаил Павлович
- 01.10.1868 — 14.09.1877 — полковник Курлов, Аркадий Никанорович
- 14.09.1877 — 30.05.1878 — полковник Цытович, Николай Николаевич
- 30.05.1878 — 25.04.1890 — полковник Ключарев, Сергей Иванович
- 30.04.1890 — 21.01.1891 — полковник Грибский, Константин Николаевич
- 30.01.1891 — 07.07.1897 — полковник (с 14.05.1896 генерал-майор) Суворов, Николай Андреевич
- 14.07.1897 — 25.04.1901 — полковник Гуков, Яков Николаевич
- 07.05.1901 — 10.05.1904 — полковник Зимин, Иван Владимирович
- 25.05.1904 — 24.07.1908 — полковник Лебедев, Николай Константинович
- 09.08.1908 — 19.02.1914 — полковник Горелов, Михаил Георгиевич
- 11.03.1914 — 16.04.1914 — полковник Евсюков, Николай Фёдорович
- 01.05.1914 — 11.03.1915 — полковник (с 16.02.1915 генерал-майор) Правоторов, Николай Викторович
- 15.03.1915 — 06.08.1915 — полковник Серебрянников, Владимир Григорьевич
- 06.09.1915 — 05.10.1917 — полковник Полухин, Фёдор Петрович
- 05.10.1917 — хх.хх.хххх — полковник Иконников, Василий Михайлович

## Известные люди, служившие в полку
- Денисьев, Пётр Васильевич — генерал-майор
- Неверовский, Дмитрий Петрович — генерал-лейтенант, герой Отечественной войны 1812 года
- Куйбышев, Николай Владимирович — советский военачальник, комкор, служил в полку офицером в 1914—1917 годах
- Ланжерон, Александр Фёдорович — генерал от инфантерии
- Радищев, Николай Александрович — поэт, драматург
- Сабанеев, Иван Васильевич — генерал от инфантерии
- Черепанов, Александр Андреевич (1837—1886) — генерал-майор, участник русско-турецкой войны 1877—1878 гг
- Ширай, Степан Михайлович — генерал-майор, шеф Рижского кирасирского полка

## Полковая церковь
Успенская церковь
- 1812 - священник Иван Колтуновский
- 1874-1889 - священник Иван Иванович Бланков
- 1904-1914 - священник Алексей Григорьевич Лепорский (24.01.1875 - 26.12.1937)[10]